# Нам Фыонг
Императрица Нам Фыонг (Nam Phương Hoàng hậu, имя при рождении: католическое — Мария-Тереза (Marie Thérèse), вьетнамское — Нгуен Хыу Тхи Лан (Nguyễn Hữu Thị Lan); 14 декабря 1914 — 16 сентября 1963) — первая и «главная» жена последнего вьетнамского императора Бао Дая. Она также была первой и единственной императрицей-консорт в истории династии Нгуен.

## Биография
Родилась в городе Гоконг в дельте Меконга на территории тогдашней французской колонии Кохинхина, входившей в состав Французского Индокитая. Её отец, богатый купец Пьер Нгуен Хыу Хао, происходил из бедной католической семьи, но сумел стать секретарём местного богача и жениться на его дочери (матери Нам Фыонг). Он обеспечил своей дочери натурализованное французское гражданство и обучение в аристократической католической школе в Нёйи-сюр-Сен, Франция, где Мария-Тереза жила до 12-летнего возраста.
9 марта 1934 года было публично объявлено о помолвке Марии-Терезы и короля Аннама Бао Дая. Свадьба состоялась в Хюэ 20 марта того же года после формальной церемонии в летнем дворце в Далате. Церемония была буддийской, но приверженность невесты короля католицизму вкупе с её отказом отречься от христианства вызвала среди населения страны споры и недовольство. В браке с Бао Даем Нам Фыонг стала матерью пятерых детей.
Летом 1939 года она совершила визит в Европу, где кратковременно возникла мода наподобие необычного костюма, в котором она появилась перед публикой: брюки серебристого цвета, расшитая драконами туника, красный шарф и шляпа золотого цвета.
18 июня 1945 года, через несколько месяцев после того, как в оккупированном японцами в ходе Второй мировой войны Вьетнаме была устранена французская колониальная администрация и объявлено о создании независимой Вьетнамской империи, Нам Фыонг вместе с мужем приняла императорский титул.
После окончания Второй мировой войны работала в комитете по реконструкции Вьетнама и была покровителем вьетнамского отделения Красного Креста.
В 1947 году эмигрировала во Францию, жила в расположенном рядом с Каннами замке, приобретённом в собственность ещё её дедом по материнской линии в начале XX века.
В 1955 году развелась с мужем. Умерла в Коррезе от сердечного приступа, была похоронена на местном кладбище.